# كومارنو (أوكرانيا)
كومارنو هي مدينة من مدن أوكرانيا. يبلغ عدد سكانها 3653 نسمة وذلك حسب إحصائيات سنة 2022. يبلغ ارتفاع المدينة عن سطح البحر قرابة 263 متر. تبلغ مساحتها 10.67 كم².

## معرض صور

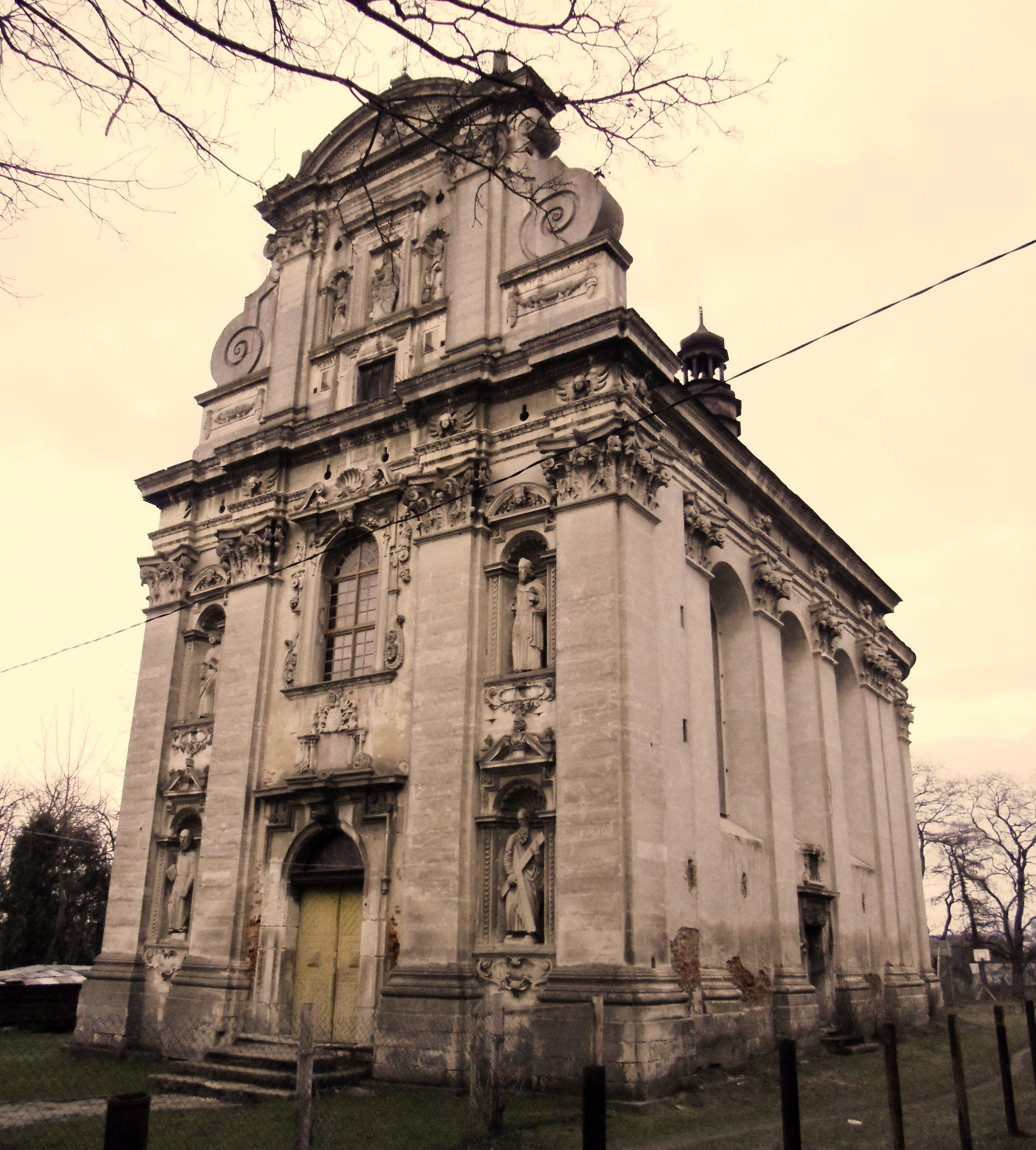
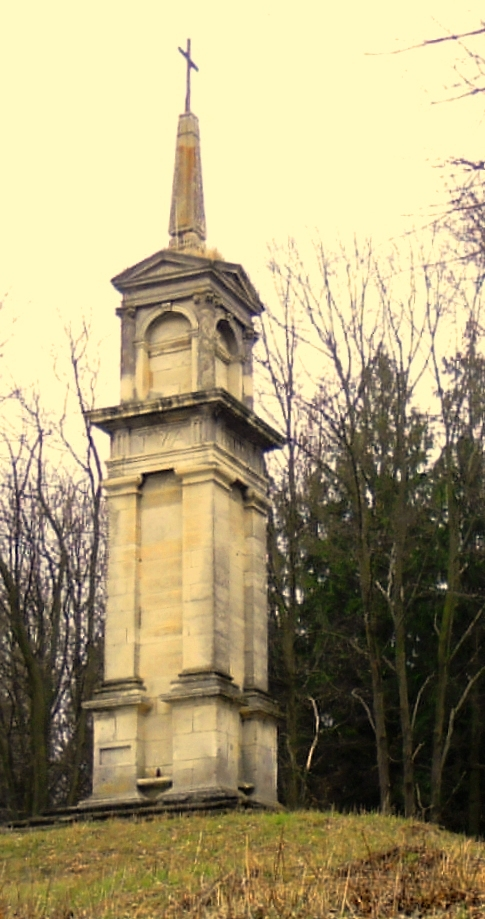
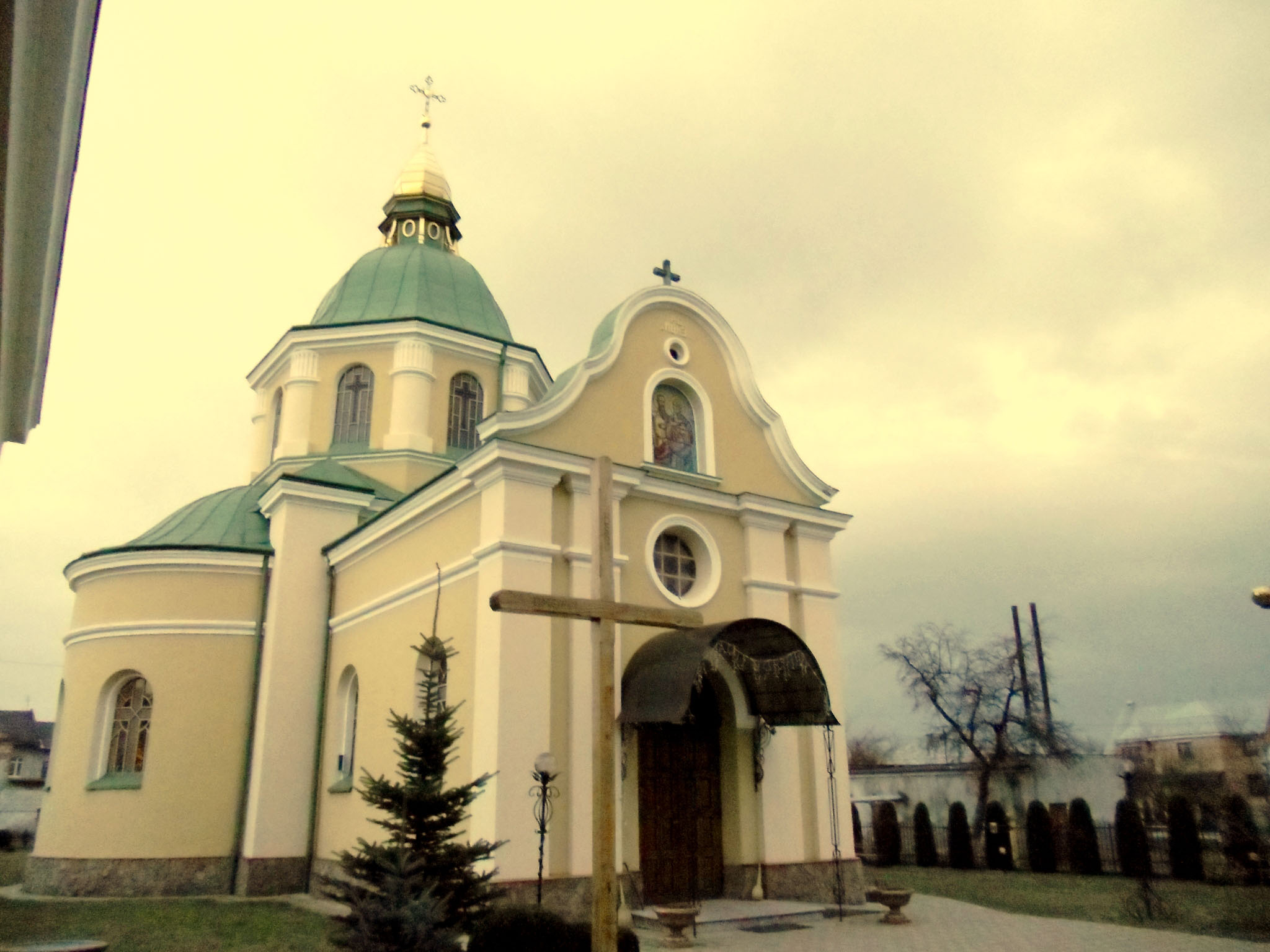
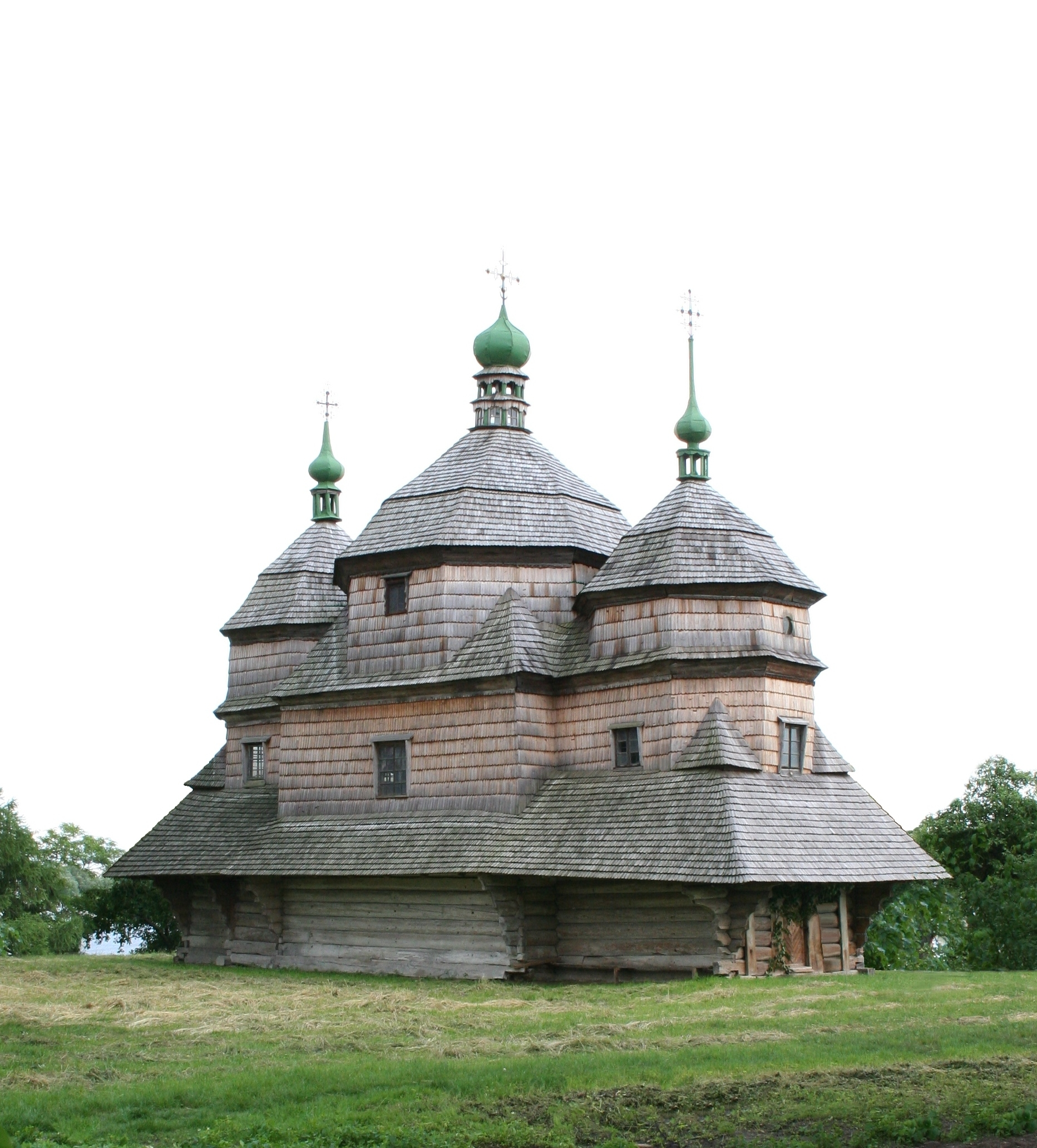
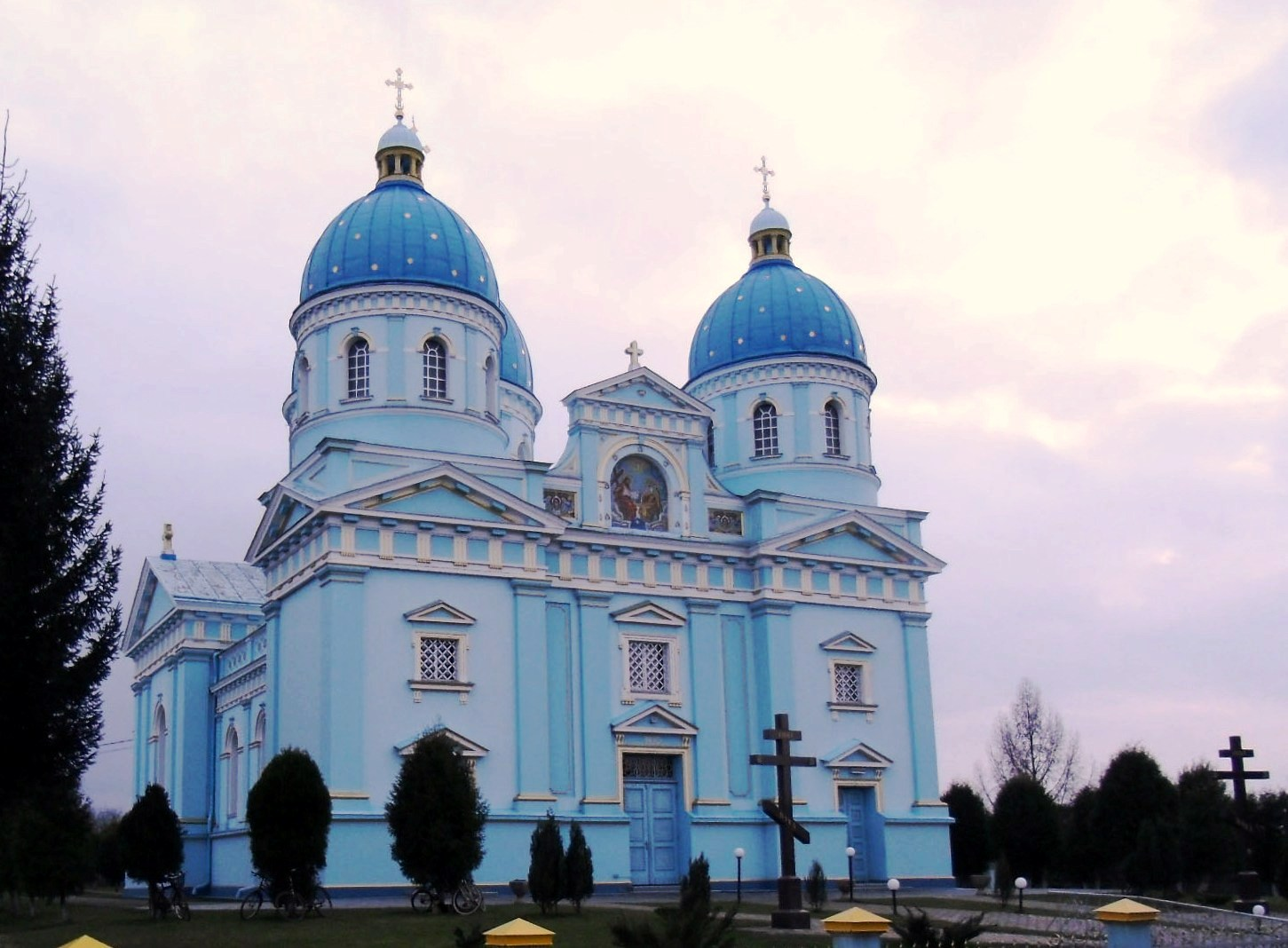